# Cornicephalus jilinensis
Cornicephalus jilinensis is een spinnensoort in de taxonomische indeling van de hangmatspinnen (Linyphiidae).
Het dier behoort tot het geslacht Cornicephalus. De wetenschappelijke naam van de soort werd voor het eerst geldig gepubliceerd in 1995 door Michael Ilmari Saaristo & Jörg Wunderlich.